# Nemzeti Légkörkutató Központ
A Nemzeti Légkörkutató Központ (National Center for Atmospheric Research (NCAR) egy amerikai telephelyű intézet, melynek feladata feltárni és megérteni az atmoszférát, és interakcióját a Nappal, a tengerekkel, a bioszférával és az emberi társadalmakkal. A NCAR a világ leggyorsabb modern szuperszámítógépeivel dolgozik, mellyel a klímaváltozást és a globális felmelegedési válságot modellezik. Egyik ismert kutatója Kevin E. Trenberth, aki az IPCC negyedik jelentésének egyik szerzője. Egy másik kutatója, Tom Wigley 1998-as kimutatása szerint ha minden egyes ország maradéktalanul betartaná a kiotói jegyzőkönyv által meghatározott gázkibocsátási limiteket, 2050-re a Föld felszíne mindössze 0,07 °C-kal lenne melegebb. 
A kutatóközpont épületét I. M. Pei tervezte.

## Külső hivatkozások
- Hivatalos weboldal
- NCAR
- NCAR szuperszámítógépek